# L'Age d'Or
L'Age d'Or (den gyldne tidsalder) er en fransk film fra 1930 instrueret ved surrealisten Luis Buñuel, og oprindelig Salvador Dali. Det er en satirisk-surrealistisk film, der er en af de første talefilm i Frankrig. Filmen omhandler det moderne livs galskab, borgerskabets og den katolske kirkes hykleri. Kunstneren Max Ernst deltager i filmen.
Den er en opfølger til Den andalusiske hund, betalt af det rige par Vicomte Charles and Marie-Laure de Noailles.

## Handling
Den oprindelige tanke var at filmen skulle være en regulær fortsættelse af Den andalusiske hund (1929) kaldt La Bête Andalouse, om at forfølge kærligheden og dens forviklinger. Da den med Buñuels mellemkomst fik en anden drejning, trak Dali sig fra projektet. Filmen slutter med en henvisning til Donatien Alphonse François de Sades 120 dage i Sodoma (1785).
Filmen havde premiere november 1930, men blev aldrig nogen succes. Dagen efter premieren opdagede Victomten at han var blevet ekskluderet fra Paris' Jocky-Club, hvorefter han anmodede om at få forbudt filmen. Inden havde filmen været udsat for attentater på filmlærredet, der blev indsmurt i blæk og malerier af surrealisterne Dali, Joan Miró, Man Ray og Yves Tanguy, udstillet i forhallen til Studio 28 i Paris, blev ødelagt. Politiet forbød filmen en uge efter.
Eftertiden har kaldt Buñuels budskab i filmen: kærligheden overvinder alle moralske bånd. L'Age d'Or er blevet klassificeret som den første autentiske surrealistfilm. They Shoot Pictures, Don't They ansatte filmen til en af verdens bedste iblandt 1000 film; nr. 120.

## Eksterne referencer
- Imdb: Imdb.
- Rotten Tomatoes: Rotten Tomatoes: "The golden age" (1930).